# Dia do Mestiço
O Dia do Mestiço foi feito data oficial do município de Manaus pela Lei n.º 934, de 6 de janeiro de 2006, sancionada pelo prefeito Serafim Corrêa e de autoria do vereador Williams Tatá, além de idealização do jornalista Assis Pinho do Movimento Pardo-Mestiço Brasileiro (Nação Mestiça).
O Dia do Mestiço tem como patronos Gilberto Freyre e Darcy Ribeiro e é data oficial também nos estados do Amazonas, da Paraíba e de Roraima, bem como nas cidades de Boa Vista (RR) e Autazes (AM), onde é feriado. As leis do Dia do Mestiço reconhecem os mestiços como um grupo étnico-racial e cultural.

## Antecedentes e oficialização

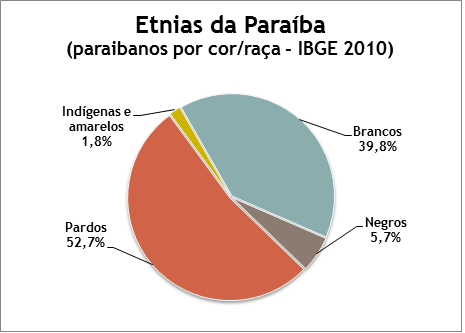
O Dia do Mestiço é data oficial na Paraíba, onde mais de cinquenta porcento da população se autodeclara mestiça, segundo dados do IBGE.

O dia 27 de junho, é uma referência aos 27 delegados eleitos durante a I Conferência Municipal de Políticas de Promoção da Igualdade Racial, ocorrida em Manaus, Amazonas, de 7 a 9 de abril de 2005, e também ao mês de junho, no qual, Helda de Sá, uma mestiça cabocla amazonense, após sistemática oposição de militantes do movimento negro e indígena, cadastrou-se como a única delegada mestiça a participar da primeira Conapir – Conferência Nacional de Promoção da Igualdade Racial, ocorrida em Brasília, Distrito Federal, de 30 de junho a 2 de julho de 2005.
Em 21 de março de 2006, no Dia Internacional pela Eliminação da Discriminação Racial, o governador Eduardo Braga sancionou a Lei n.º 3.044, de autoria do deputado Sabá Reis, com substitutivo do deputado Evilázio Nascimento e importante colaboração do deputado Belarmino Lins, tornando o Dia do Mestiço uma data oficial do Estado do Amazonas.

## País em miscigenação
O Dia do Mestiço objetiva homenagear todos aqueles que possuem mais de uma origem racial no Brasil (mulatos, caboclos, cafuzos, ainocos, entre outros) e seu papel na formação da identidade nacional. A comemoração ocorre três dias após o Dia do Caboclo, que foi o primeiro mestiço brasileiro.
No livro Machado de Assis: Multiracial Identity and the Brazilian Novelist, o autor narra:
«O movimento multirracial faz campanha para que o IBGE mude o termo que designa cor (‘pardo’) pelo termo que designa etnia (‘mestiço’) na coleta de dados oficiais dos censos decenais.»
Já no artigo «Ainda sobre a farsa racialista», de 2007 na revista Veja, o articulista Reinaldo Azevedo discorre:
«A história do Brasil de maioria negra é uma farsa montada pelos racialistas. Aí fazem um truque: dividem a sociedade entre 'negros' e 'não-negros'. E chamam de negros os pretos os pardos e de não-negros os demais. É uma piada grotesca. Os militantes racialistas sequestraram os pardos, os mestiços. (...) A queda substancial de brancos, a enorme queda de pretos e a brutal elevação de pardos podem ter muitas explicações, mas uma é inescapável, inegável, escandalosamente óbvia: a vocação racial do Brasil é a miscigenação.»
No artigo «Pardos», veiculado na Folha de S.Paulo, o professor Demétrio Magnoli diz:
«Nesse Censo Escolar 2005, uma diretora de escola de Belo Horizonte 'corrigiu', por conta própria, todas as fichas de alunos que se declararam 'pardos', transformando-os em 'pretos'. A diretora trapaceou, mas o resultado que obteve é a meta de uma vertente significativa do movimento negro: a construção de uma raça negra no Brasil. Esse programa de reengenharia racial almeja "retificar" a obra do Império, passando uma borracha sobre a mestiçagem e suprimindo os 'pardos'.»
O fato é que no Censo de 2010 o IBGE divulgou que os brancos deixaram de ser maioria no país, se comparados ao total das outras classificações de cor/raça. Segundo tais dados, 47,73% dos brasileiros se declararam brancos, 43,13% pardos, 7,61% pretos e 1,53% indígenas e amarelos. E a população parda não para de crescer ano após ano.